# Tecnoassinatura

A mensagem de Arecibo é uma tecnoassinatura gerada pela humanidade a fim de tentar detectar outras civilizações inteligentes no universo

Tecnoassinatura, termo da área de astrobiologia cunhado por Jill Tarter em 2006, é um indício de atividade tecnológica atual ou presente em outros corpos celestes no universo. Similar ao conceito de bioassinaturas, que são sinais de atividade biológica extraterrestre, o conceito de tecnoassinaturas é fundamental para a procura de vida fora da Terra. Uma inversão de perspectiva pode ajudar a imaginar o que seriam tecnoassinaturas. Partindo do referencial de alguma civilização que busca vida pelo universo e se depara com a Terra, gases como CFCs (clorofluorcarbonetos), eventos atômicos ou poluição atmosférica poderiam indicar a presença de tecnologia em nosso planeta e, por consequência, de vida inteligente. 
A procura por bioassinaturas ganhou muita força com a descoberta dos primeiros exoplanetas. Seguindo a mesma tendência, o estudo de tecnoassinaturas foi impulsionado, principalmente pela abundância de planetas rochosos encontrados em zonas de habitabilidade de suas respectivas estrelas. Esse interesse renovado deu origem em 2016 ao projeto Breakthrough Listen Initiative, que é coordenado pelo Centro de Pesquisa SETI (Search for Extraterrestrial Inteligence) em Berkeley, na Universidade da California. 

## A importância das tecnoassinaturas
Tecnoassinaturas podem ser um indicador tão importante quanto bioassinaturas e isso se deve a quatro principais fatores: abundância, longevidade, detectabilidade e ambiguidade.
- Abundância: em nosso sistema solar, até onde se sabe, só há um corpo celeste em que se é possível detectar bioassinaturas, a Terra. Porém, existem 4 corpos celestes com tecnoassinaturas detectáveis: Terra, Marte, Vênus e Júpiter. Apesar de por enquanto a detectabilidade dessas tecnoassinaturas ainda ser muito baixa principalmente nos casos de Vênus e Júpiter, já existem planos avançados para aumentar a presença humana em Marte. E isso com menos de 100 anos do início da exploração espacial pela humanidade, que é apenas um picar de olhos na história do Sistema Solar. Não é difícil imaginar que em milhares de anos as tecnoassinaturas em Marte sejam muito mais detectáveis do hoje e que a quantidade de corpos celestes com tecnologia humana seja muito maior.
- Longevidade: apesar de a vida estar presente no planeta há 4 bilhões de anos e a tecnologia há apenas alguns séculos, seus rastros podem ser mais duradouros do que atividade biológica. Por mais pessimista que o futuro da humanidade possa ser, a não ser que todos os humanos morram, a tecnologia continuará se desenvolvendo, mesmo que passe por momentos de retração momentâneos. E mesmo na pior das hipóteses, os indícios da tecnologia humana podem perdurar na Terra mesmo que ela se torne inabitável para qualquer tipo de vida. Quando se extrapolam as tendências para a expansão espacial, a longevidade das tecnoassinaturas pode ser ainda maior.
- Detectabilidade: enquanto bioassinaturas possuem um limite de influência claro, a biosfera do corpo celeste em que podem ser detectadas, civilizações que possuem tecnologia podem estender sua área de influência a níveis muito maiores, tornando as tecnoassinaturas daquela região muito mais detectáveis do que as bioassinaturas.
- Ambiguidade: apesar de muitos tipos de tecnoassinaturas serem ambíguos assim como bioassinaturas, alguns tipos de sinais como uma onda de rádio de banda estreita são inequivocamente produtos da tecnologia. [3]

## Detecção de tecnoassinaturas
As tecnoassinaturas podem pertencer a duas categorias: intencionais ou não intencionais. As tecnoassinaturas intencionais podem ser comunicação interestelar por meio ondas de rádio, lasers ou outras formas de tentativa de contato, enquanto atividade industrial ou produtos de engenharia são considerados não intencionais. Com a tecnologia atual, as tecnoassinaturas não intencionais produzidas por civilizações a distâncias estelares precisariam ser mais fortes do que as produzidas pela humanidade para que consigamos detectá-las, ou seja, no momento só podemos detectar civilizações em estados de tecnologia mais avançados que os nossos. 

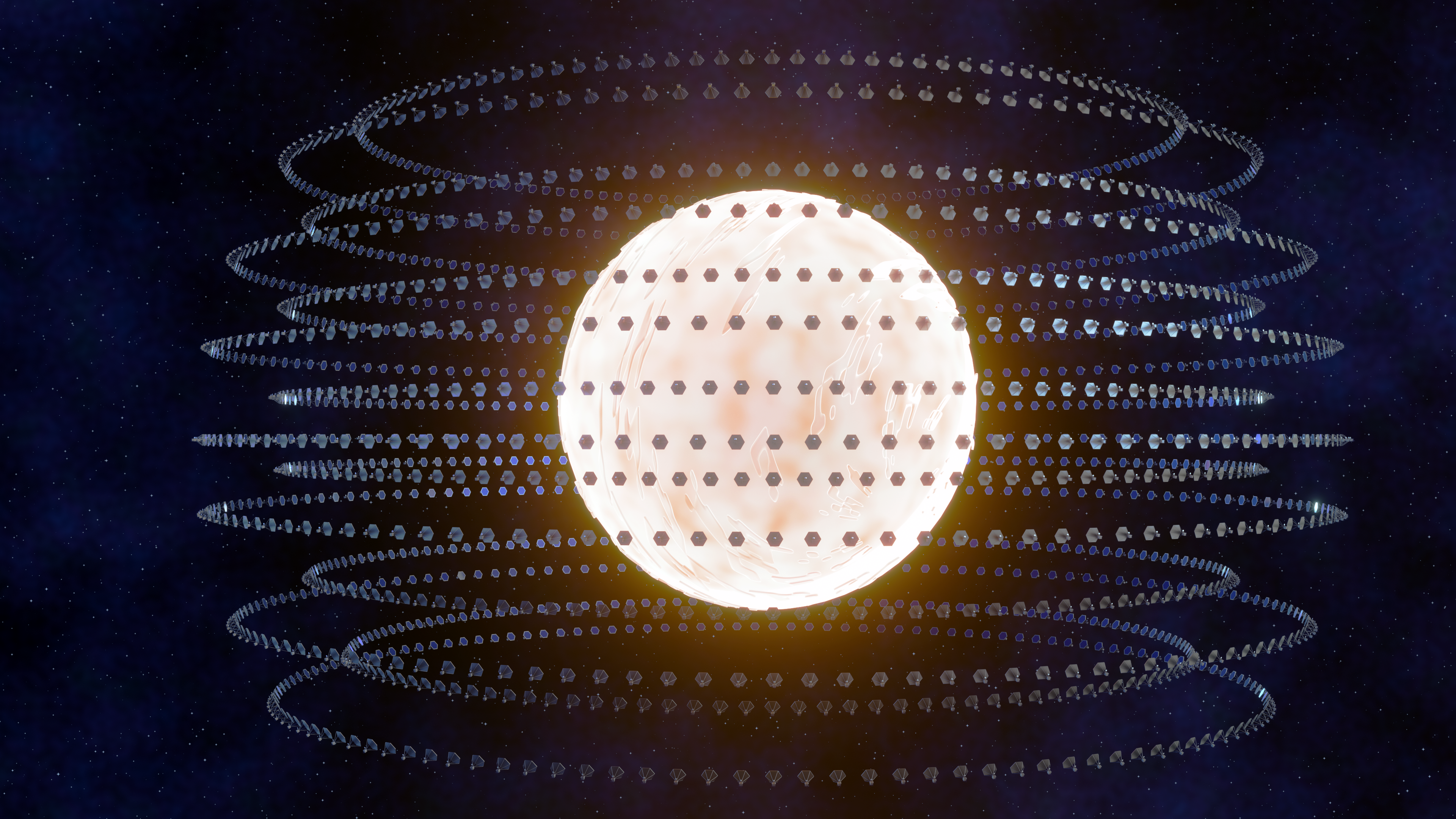
Esferas de Dyson podem ser um tipos de tecnoassinatura teoricamente mais fáceis de serem detectados

Várias instalações ativas já são capazes de procurar e detectar tecnoassinaturas, passando desde telescópios terrestres até telescópios espaciais famosos como o Kepler, o Hubble e o James Webb e, claro os radiotelescópios do programa SETI. Várias outras missões também já estão previstas para começarem no futuro próximo, com destaque para a PANOSETI, uma instalação dedicada à procura de tecnoassinaturas, vasculhando todo o céu do hemisfério norte. 
Algumas das técnicas para a detecção de tecnoassinaturas, sejam elas já utilizadas ou apenas possibilidades estão descritas abaixo:
- Análise de espectroscopia da atmosfera de exoplanetas: uma técnica que já utilizada para a procura de bioassinaturas, ela se utiliza de telescópios para analisar os padrões de interação entre a atmosfera de exoplanetas e da luz a fim de detectar gases de origem tecnológica.
- Detecção de lasers vindos do espaço: essa abordagem prevê a utilização de telescópios especializados em detectar eventos únicos de luz gerados por tecnologia.
- Emissão de calor: busca por evidências no espectro infravermelho de locais com emissão anormal de calor, usada para detectar megaestruturas do tipo Esfera de Dyson.
- Telescópio de rádio no lado oculto da Lua: em uma iniciativa similar ao que já ocorre no SETI na Terra, essa técnica evitaria interferências da atividade humana, possibilitando medidas mais precisas.
- Procura por objetos extraterrestres próximos: aproximadamente a cada 100 mil anos, uma estrela passa pela Nuvem de Oort. Nesses eventos, civilizações que habitariam essas estrelas poderiam deixar artefatos, intencionalmente ou não, sem que precisassem realizar grandes viagens. Esses objetos podem estar entre os asteroides ou na superfície de luas ou planetas. [4]
- Estruturas artificiais nas superfícies de planetas (ou luas): estruturas artificiais construídas em planetas ou luas podem aumentar ou diminuir a refletividade da superfície, tornando-as detectáveis por telescópios. Ilhas de calor para geração de energia ou análogos a luzes de cidades também podem ser detectados.
- Trânsito de megaestruturas: essa técnica, que é comumente usada para a descoberta de exoplanetas, consiste em observar quando um corpo impede que parte da luz de sua estrela chegue até nós. Dessa forma, seria possível detectar megaestruturas como Esferas de Dyson quando o alinhamento dos corpos celestes for propício.
- Procura por indícios de viagens interestelares: naves que viagem distâncias interestelares poderiam ser detectadas durante o seu período de aceleração. Subprodutos do gasto de combustíveis como processos de fissão, fusão ou uso de antimatéria podem ser tecnoassinaturas. [5]